# Fattigdomsgräns
Fattigdomsgräns är en metod för att beräkna hur många människor som befinner sig i fattigdom. Beroende på vilken definition av fattigdom som används kan man beräkna fattigdom med absoluta, relativa eller subjektiva fattigdomsgränser.
Fattigdomsgräns är ett omdiskuterat begrepp, i Sverige och internationellt. Olika sätt att definiera fattigdom leder till olika resultat, både vad gäller omfattning totalt och i vilka grupper som fattigdom är vanligast. En definition av begreppet kan få till följd att en frivilligt vald livsstil betecknas som fattigdom, vilket kan vara missvisande.

## Absolut, relativ och subjektiv fattigdomsgräns
Det är vanligt att man skiljer mellan absoluta och relativa mått för fattigdom. Ibland lägger man även till subjektiva mått. Det finns för- och nackdelar med de olika metoderna.
- En absolut fattigdomsgräns utgår från vad en människa behöver för att täcka sitt grundläggande behov av mat, boende, kläder, sjukvård mm. Absolut fattigdomsgräns används ofta för utvecklingsländer men även i USA. - Det är inte självklart vad som är livets nödtorft. Detta kan variera från land till land men också över tid. Fattigdomsgränsen måste vara tillräckligt fixerad för att kunna fånga upp skillnader i fattigdom mellan länder och över tid, men den måste också uppdateras tillräckligt ofta för att återspegla förändrade ekonomiska minimivillkor.
- I mer utvecklade länder är det vanligare med relativa mått. Man utgår då från den genomsnittliga ekonomiska levnadsstandarden i ett land. Den som måste klara sig på mindre än en viss andel av detta genomsnitt betecknas som fattig. - Det värde man bestämmer sig för, exempelvis 60 % av medelinkomsten, kan sägas vara godtyckligt. Man hade kunnat välja 50 % eller 65 %. Kritiker menar också att måttet beskriver inkomstskillnader snarare än fattigdom.
- Den mindre vanliga subjektiva fattigdomsgränsen grundar sig på vad människor själva uppfattar som nödvändigt för att klara sig.

## Vanliga definitioner
- Världsbankens definition av extrem fattigdom används ofta för mindre utvecklade länder. Enligt denna går fattigdomsgränsen sedan 2015 vid 1,90 "PPP-dollar" per dag. PPP står för Purchasing Power Parities, köpkraftsparitet, och innebär att man tar hänsyn till prisnivån i ett land. Beloppet motsvarar det man kan köpa för 1,90 amerikanska dollar i USA.[3]
- EU:s statistikbyrå Eurostat använder begreppet Risk of poverty. Enligt Eurostats definition går fattigdomsgränsen i ett medlemsland vid 60 % av medianinkomsten efter skatt inklusive sociala transfereringar. Under den gränsen anses det svårt att deltaga fullt ut i samhället och man riskerar att hamna i socialt utanförskap.[4]
- OECD använder ett relativt fattigdomsmått för sina medlemsländer. Enligt OECD går fattigdomsgränsen vid 50 % befolkningens medianinkomst.[5]

### Barnfattigdom
- Rädda Barnen i Sverige har utarbetat ett mått för barnfattigdom i Sverige. Det är ett absolut fattigdomsmått, sammansatt av två delar. Man räknar dels barnfamiljer med låg inkomststandard och dels familjer med försörjningsstöd, eller med en kombination av dessa. För ett hushåll med en vuxen och ett barn är gränsen för inkomststandard 2013 satt till 12 200 kr per månad. Delmåttet för försörjningsstöd sattes till ca 11 460 kr per månad, beroende på boendekostnad.[6]
- FN:s barnfond, Unicef, jämför 2012 i en rapport om barnfattigdom 29 länder i Europa. Som mått på fattigdom använder man en lista med 14 punkter. Den som, av ekonomiska skäl, saknar minst två av punkterna räknas som fattig.[7]